# Josefine Rybrink
Josefine Rybrink (Kristianstad, 19 januari 1998) is een Zweeds voetbalspeelster. Ze speelt als verdediger voor Tottenham Hotspur F.C. in de Super League.

## Clubcarrière
Rybrink begon met voetballen bij Onsala BK. Hierna voetbalde ze drie jaar voor Kungsbacka DFF alvorens ze in november 2017 een tweejarig contract tekende bij Kristianstads DFF uit haar geboortestad.
In november 2021 tekende ze een driejarig contract bij BK Häcken. Met deze club eindigde ze elk seizoen op de tweede plaats van de Damallsvenskan. In 2024 besloot Rybrink haar aflopende contract niet te verlengen en verliet ze de club.
Rybrink tekende een halfjarig contract tot het einde van het seizoen 2024/25 bij Tottenham Hotspur F.C. op 27 januari 2025. Ze maakte haar debuut voor de Spurs op 2 februari 2025 door in de basis te starten in een thuiswedstrijd tegen Manchester United WFC.

## Statistieken
| Seizoen | Club                   | Land     | Competitie     | Wedstrijden | Doelpunten |
| ------- | ---------------------- | -------- | -------------- | ----------- | ---------- |
| 2015    | Kungsbacka DFF         | Zweden   | Elitettan      | 21          | 0          |
| 2016    | Kungsbacka DFF         | Zweden   | Elitettan      | 23          | 1          |
| 2017    | Kungsbacka DFF         | Zweden   | Elitettan      | 22          | 1          |
| 2018    | Kristianstads DFF      | Zweden   | Damallsvenskan | 21          | 0          |
| 2019    | Kristianstads DFF      | Zweden   | Damallsvenskan | 12          | 0          |
| 2020    | Kristianstads DFF      | Zweden   | Damallsvenskan | 20          | 0          |
| 2021    | Kristianstads DFF      | Zweden   | Damallsvenskan | 21          | 0          |
| 2022    | BK Häcken              | Zweden   | Damallsvenskan | 24          | 1          |
| 2023    | BK Häcken              | Zweden   | Damallsvenskan | 25          | 2          |
| 2024    | BK Häcken              | Zweden   | Damallsvenskan | 24          | 0          |
| 2024/25 | Tottenham Hotspur F.C. | Engeland | Super League   | 1           | 0          |
| Totaal  | Totaal                 | Totaal   | Totaal         | 214         | 5          |

Laatste update: 22 februari 2025

## Interlandcarrière
Rybrink maakte haar debuut voor het Zweedse nationale team door op 19 februari 2021 in een vriendschappelijke 6-1 overwinning op Oostenrijk in Paola, Malta in te vallen voor Nilla Fischer in de 78ste minuut.